# Philipp Rottwilm
Philipp Moritz Rottwilm (* 28. August 1984 in Lüdinghausen) ist ein deutscher Politiker (SPD) und Wirtschaftswissenschaftler. Er ist seit März 2025 Mitglied des Deutschen Bundestages. Zuvor war er von 2018 bis 2025 Bürgermeister der Gemeinde Neuental. Er ist stellvertretender Landesvorsitzender der SPD Hessen. 

## Leben, Ausbildung und Beruf
Philipp Rottwilm wuchs als Sohn zweier Ärzte in Neuental im Schwalm-Eder-Kreis in Nordhessen auf. Nach seinem Abitur an der CJD Jugenddorf-Christophorusschule Oberurff absolvierte Rottwilm seinen Zivildienst in der Hardtwaldklinik I in Bad Zwesten. 
Rottwilm studierte Betriebswirtschaftslehre an der Universität Mannheim. Er schloss das Studium in 2010 als Diplom-Kaufmann ab. Zuvor führten ihn Auslandsaufenthalte an die Università Commerciale Luigi Bocconi in Mailand und als Visiting Fellow an die Harvard University in Cambridge, USA. 
Erste Berufserfahrungen sammelte er u. a. bei Intercontinental Hotels, Deutsche Bank AG (Frankfurt und Singapur), Arthur D. Little, Universita Bocconi und Metro AG.
Nach seinem Studium arbeitete er als wissenschaftlicher Mitarbeiter im Deutschen Bundestag für Wolfgang Tiefensee (damals wirtschafts- und energiepolitischer Sprecher) und an der University of Oxford (u. a. Reuters Institute for the Study of Journalism). In 2015 schloss er hier als Stipendiat der Stiftung der Deutschen Wirtschaft, des DAAD und der University of Oxford seine Promotion in Politischer Ökonomie ab (Electoral System Reform in Early Democratisers. Strategic coordination under different electoral systems).  
Nach seiner Dissertation arbeitete Rottwilm als Unternehmensberater für die internationale Beratungsfirma KPMG im Bereich Public Sector. Hier unterstützte er vor allem Bundesbehörden bei den Themen Digitalisierung, Organisation und Strategie.  
Rottwilm ist evangelisch, verheiratet und Vater von zwei Söhnen. 
Er ist Mitglied von zahlreichen Vereinen und Verbänden, so z. B. im Kreisvorstand des DRK Schwalm-Eder und der AWO.  

## Politik
In seiner Heimatkommune Neuental setzte sich Rottwilm am 24. September 2017 bei der Wahl zum Bürgermeister im ersten Wahlgang gegen den Amtsinhaber Kai Knöpper (FDP) mit knapp 60 % der Stimmen durch. Seine Amtszeit als Bürgermeister der Gemeinde Neuental begann am 1. Januar 2018. Es folgte eine Wiederwahl mit über 80 % der Stimmen am 8. Oktober 2023. Als Bürgermeister setzte er sich ein für stärkere Investitionen in den ländlichen Raum, die Ausweisung von Gewerbegebieten und initiierte u. a. die interkommunale Smart Region Schwalm-Eder-West.
Rottwilm kandidierte 2025 im Bundestagswahlkreis Schwalm-Eder, unterlag dort der CDU-Kandidatin knapp und zog über die Landesliste in den Deutschen Bundestag ein. Seit 25. März 2025 ist er Mitglied des 21. Deutschen Bundestages und schied mit Ablauf des Vortages aus dem Amt als Bürgermeister aus. 
Er ist seit 2021 Kreisvorsitzender der SPD Schwalm-Eder und seit 2024 stellvertretender Landesvorsitzender der SPD Hessen. Darüber hinaus ist er seit 2016 Abgeordneter des Kreistags des Schwalm-Eder-Kreis, hier ist er stellv. Fraktionsvorsitzender.